# Omri
Omri ou Onri (em hebraico: עָמְרִי, romaniz.: Omri; uma forma reduzida do hebraico: עָמְרִיָּה, romaniz.: Omriyya, "YHWH é minha vida") foi o sexto rei do reino de Israel e fundador da dinastia de Omri. Foi o primeiro Rei da dinastia V de Israel. Era o comandante-chefe do exército quando Zimri assassinou o Rei Elá e se tornou rei (segundo algumas cronologias, em 885 a.C.). Isso aconteceu no 27.º ano de Asa, Rei de Judá.
Nada consta sobre os ancestrais de Omri, nem mesmo o nome de seu pai ou de sua tribo. Omri fundou a terceira dinastia de Israel (precedida pelas de Jeroboão e de Baasa), seu filho Acabe e seus netos, Acazias e Jorão, sucederam-o, os quatro juntos totalizando uns 46 anos (c. 951-905 a.C.) no trono.
Atalia, neta de Omri, governou seis anos sobre o trono de Judá. (2Rs 8:26; 11:1-3; 2Cr 22:2) Jeú, que exterminara a casa de Acabe e estabelecera a dinastia seguinte de Israel, é chamado de “filho [isto é, sucessor] de Omri” no Obelisco negro de Salmaneser III. De fato, os assírios continuaram a chamar Israel de “a terra de Omri” e os reis de Israel de “a casa de Omri” por muito tempo depois de os descendentes dele terem deixado de governar — um tributo ao poder dele.
Omri chegou ao trono, não por sucessão, mas pela espada. Ele tinha sido chefe do exército de Israel sob o Rei Elá (e, talvez, sob o seu predecessor, Baasa) quando Zimri, chefe da metade dos carros, derrubou Elá, assumiu o reinado e exterminou a casa e os amigos de Baasa. Assim que isto foi comunicado ao exército israelita, naquela ocasião acampado contra os filisteus em Gibetom, “todo o Israel” — evidentemente os cabeças tribais “no acampamento” — fez de Omri o seu rei. Retiraram-se imediatamente de Gibetom e tomaram de assalto a Tirza, capital de Zimri. Vendo perdida a sua causa, Zimri incendiou a casa do rei com ele mesmo dentro dela, pondo assim um fim trágico ao seu governo de sete dias. — (1Rs 16:8-20).
Mas, surgiu um novo rival de Omri — Tibni, filho de Ginate. O povo permaneceu dividido por quatro anos, tempo durante o qual presumivelmente grassou a guerra civil até que os apoiadores de Omri derrotaram os de Tibni, garantindo para Omri o governo indisputado. 
Zimri morreu no 27.° ano do Rei Asa, de Judá (c. 931a.C.). (1Rs 16:15-18) Por fim, no 31.° ano de Asa (c. 947 a.C.), Tibni morreu de um modo não declarado, deixando para Onri cerca de oito anos de governo exclusivo. — (1Rs 16:21-23, 29).
Atribui-se “potência” ao Rei Omri. (1Rs 16:27) Segundo as linhas 4 a 8 da Pedra Moabita, Omri impôs sujeição a Moabe, domínio este a que Acabe deu prosseguimento (2Rs 3:4).
Em meados de seu reinado, Onri mudou sabiamente sua capital de Tirza, que com tanta facilidade capturara. Comprou o monte que pertencia a Semer, bem apropriado para ser fortificado, e construiu ali uma nova cidade, Samaria, capaz de suportar longos sítios (1Rs 16:23, 24).
As inscrições em cuneiforme também o chamam de fundador dela, e foi também o local de seu sepultamento. (1Rs 16:28) Durante o seu reinado, Omri sofreu vários reveses, tais como o de ter de entregar algumas cidades ao rei da Síria (1Rs 20:34) e de ser obrigado a pagar tributo à Assíria, sendo ele o primeiro rei israelita a fazer isso.
No campo religioso, Omri deu continuidade à tendência decadente do reino de Israel; prosseguiu com a idolatria de Jeroboão; de fato, ele “fazia o que era mau aos olhos de Deus e veio a fazer pior do que todos os que o precederam”. (1Rs 16:25, 26) Uns 200 anos depois, por meio de Miqueias, Deus condenou Israel por seguir “os estatutos de Omri”. — Miq 6:16.

## Árvore genealógica baseada na Bíblia:
|                   |                   |                   |                   | Onri              | Onri              | Onri  | Onri  | Onri  | Onri  |                 |                 |                 |                 |                 |                 | Etbaal  | Etbaal  | Etbaal  | Etbaal  | Etbaal  | Etbaal  |        |        |        |        |                 |  |  |  |  |  |                |                |                |                |                |                |  |  |  |  |  |  |  |  |  |  |  |  |  |  |  |  |  |  |  |  |  |  |  |  |
|                   |                   |                   |                   | Onri              | Onri              | Onri  | Onri  | Onri  | Onri  |                 |                 |                 |                 |                 |                 | Etbaal  | Etbaal  | Etbaal  | Etbaal  | Etbaal  | Etbaal  |        |        |        |        |                 |  |  |  |  |  |                |                |                |                |                |                |  |  |  |  |  |  |  |  |  |  |  |  |  |  |  |  |  |  |  |  |  |  |  |  |
|                   |                   |                   |                   | Acabe             | Acabe             | Acabe | Acabe | Acabe | Acabe |                 |                 |                 |                 |                 |                 | Jezabel | Jezabel | Jezabel | Jezabel | Jezabel | Jezabel |        |        |        |        |                 |  |  |  |  |  |                |                |                |                |                |                |  |  |  |  |  |  |  |  |  |  |  |  |  |  |  |  |  |  |  |  |  |  |  |  |
|                   |                   |                   |                   | Acabe             | Acabe             | Acabe | Acabe | Acabe | Acabe |                 |                 |                 |                 |                 |                 | Jezabel | Jezabel | Jezabel | Jezabel | Jezabel | Jezabel |        |        |        |        |                 |  |  |  |  |  |                |                |                |                |                |                |  |  |  |  |  |  |  |  |  |  |  |  |  |  |  |  |  |  |  |  |  |  |  |  |
|                   |                   |                   |                   |                   |                   |       |       |       |       |                 |                 |                 |                 |                 |                 |         |         |         |         |         |         |        |        |        |        |                 |  |  |  |  |  |                |                |                |                |                |                |  |  |  |  |  |  |  |  |  |  |  |  |  |  |  |  |  |  |  |  |  |  |  |  |
|                   |                   |                   |                   |                   |                   |       |       |       |       |                 |                 |                 |                 |                 |                 |         |         |         |         |         |         |        |        |        |        |                 |  |  |  |  |  |                |                |                |                |                |                |  |  |  |  |  |  |  |  |  |  |  |  |  |  |  |  |  |  |  |  |  |  |  |  |
|                   |                   |                   |                   |                   |                   |       |       |       |       |                 |                 |                 |                 |                 |                 |         |         |         |         |         |         |        |        |        |        |                 |  |  |  |  |  |                |                |                |                |                |                |  |  |  |  |  |  |  |  |  |  |  |  |  |  |  |  |  |  |  |  |  |  |  |  |
| Acazias de Israel | Acazias de Israel | Acazias de Israel | Acazias de Israel | Acazias de Israel | Acazias de Israel |       |       |       |       | Jorão de Israel | Jorão de Israel | Jorão de Israel | Jorão de Israel | Jorão de Israel | Jorão de Israel |         |         |         |         | Atalia  | Atalia  | Atalia | Atalia | Atalia | Atalia |                 |  |  |  |  |  | Jeorão de Judá | Jeorão de Judá | Jeorão de Judá | Jeorão de Judá | Jeorão de Judá | Jeorão de Judá |  |  |  |  |  |  |  |  |  |  |  |  |  |  |  |  |  |  |  |  |  |  |  |  |
| Acazias de Israel | Acazias de Israel | Acazias de Israel | Acazias de Israel | Acazias de Israel | Acazias de Israel |       |       |       |       | Jorão de Israel | Jorão de Israel | Jorão de Israel | Jorão de Israel | Jorão de Israel | Jorão de Israel |         |         |         |         | Atalia  | Atalia  | Atalia | Atalia | Atalia | Atalia |                 |  |  |  |  |  | Jeorão de Judá | Jeorão de Judá | Jeorão de Judá | Jeorão de Judá | Jeorão de Judá | Jeorão de Judá |  |  |  |  |  |  |  |  |  |  |  |  |  |  |  |  |  |  |  |  |  |  |  |  |
|                   |                   |                   |                   |                   |                   |       |       |       |       |                 |                 |                 |                 |                 |                 |         |         |         |         |         |         |        |        |        |        |                 |  |  |  |  |  |                |                |                |                |                |                |  |  |  |  |  |  |  |  |  |  |  |  |  |  |  |  |  |  |  |  |  |  |  |  |
|                   |                   |                   |                   |                   |                   |       |       |       |       |                 |                 |                 |                 |                 |                 |         |         |         |         |         |         |        |        |        |        | Acazias de Judá |  |  |  |  |  |                |                |                |                |                |                |  |  |  |  |  |  |  |  |  |  |  |  |  |  |  |  |  |  |  |  |  |  |  |  |